# HC Štika Rosice
HC Štika Rosice (celým názvem: Hockey Club Štika Rosice) je český klub ledního hokeje, který sídlí ve městě Rosice v Jihomoravském kraji. Založen byl v roce 2013 jako nástupce zaniklého HCM Slovan Rosice. Od sezóny 2013/14 působí v Jihomoravské a Zlínské krajské lize, čtvrté české nejvyšší soutěži ledního hokeje. Klubové barvy jsou zelená a černá.
Své domácí zápasy odehrává na Zimním stadionu Rosice.

## Přehled ligové účasti
Stručný přehled
Zdroj: 
- 2013– : Jihomoravská a Zlínská krajská liga (4. ligová úroveň v České republice)

Jednotlivé ročníky
Zdroj: 
Legenda: ZČ - základní část, JMK - Jihomoravský kraj, červené podbarvení - sestup, zelené podbarvení - postup, fialové podbarvení - reorganizace, změna skupiny či soutěže
| Česko (2013 – ) |                                     |           |           |                                       |          |
| Sezóny          | Soutěž                              | Úroveň    | ZČ        | Play-off, nadstavba, sk. o udržení... | Poznámky |
| 2013/14         | Jihomoravská a Zlínská krajská liga | 4. úroveň | 12. místo |                                       |          |
| 2014/15         | Jihomoravská a Zlínská krajská liga | 4. úroveň | 8. místo  | Čtvrtfinále JMK                       |          |
| 2015/16         | Jihomoravská a Zlínská krajská liga | 4. úroveň | 9. místo  |                                       |          |
| 2016/17         | Jihomoravská a Zlínská krajská liga | 4. úroveň | 10. místo |                                       |          |
| 2017/18         | Jihomoravská a Zlínská krajská liga | 4. úroveň | 11. místo |                                       |          |
| 2018/19         | Jihomoravská a Zlínská krajská liga | 4. úroveň | 14. místo |                                       |          |
| 2019/20         | Jihomoravská a Zlínská krajská liga | 4. úroveň |           |                                       |          |